# Prințul Harry, Duce de Sussex
Prințul Harry, Duce de Sussex (Henry Charles Albert David; n. 15 septembrie 1984), cunoscut ca Prințul Harry, este fiul cel mic al Regelui Charles al III-lea și al Dianei, Prințesă de Wales, nepot al Reginei Elisabeta a II-a a Marii Britanii și al cincilea în linia de succesiune la tronul britanic. Acesta și-a pierdut titlurile regale în urma plecării din Casa Regală.
După ce a fost educat în diferite școli din Marea Britanie și a petrecut câteva perioade ale anului cu întreruperea școlii în Australia și Lesotho, Henry, spre deosebire de fratele său mai mare, Prințul William, a evitat să urmeze universitatea preferând să calce pe urmele mai multor bărbați din familia regală prin înrolare în armată. El a fost pus în funcție ca locotenent secund în Albastru și Regal din cadrul Regimentului Cavaleriei– servind temporar alături de fratele său– și terminând antrenamentul ca șef de tanc. El a fost militar timp de 77 de zile pe linia frontului în Războiul Afghan, deși a fost luat de acolo după ce mass-media americană a făcut publică prezența lui acolo.
La 19 mai 2018, s-a căsătorit cu actrița americană Meghan Markle. Ceremonia a avut loc în Capela Saint George din Windsor. Cu câteva ore înainte de nuntă, bunica sa, Regina Elisabeta a II-a i-a conferit titlurile Duce de Sussex, conte de Dumbarton și baron Kilkeel, toate în țara Regatului Unit. Fiul cuplului, Archie Mountbatten-Windsor, s-a născut pe 6 mai 2019. 
În 2020, cuplul și-a anunțat intenția de a se retrage din rolurile superioare din familia Regală, pentru a deveni independenți din punct de vedere financiar și de a-și împărți timpul între Regatul Unit și America de Nord.

## Începutul vieții
Harry s-a născut la spitalul Sfânta Maria din Londra, Anglia, la 15 septembrie 1984, la 4:20 pm. El este al doilea copil al Regelui Charles al III-lea și al Prințesei Diana. A fost botezat cu numele Henry Charles Albert David la 21 decembrie 1984 la capela St George de la Castelul Windsor de către arhiepiscopul de Canterbury Robert Runcie. Nașii lui Harry au fost: Prințul Andrew (unchiul patern), Lady Sarah Armstrong-Jones (verișoara paternă), Carolyn Bartholomew (născută Pride), Bryan Organ, Gerald Ward și Lady Vestey (născută Knight).
Diana a dorit ca Harry și fratele lui mai mare, William, să  aibă o gamă mai largă de experiențe decât copiii regali anteriori și i-a dus în locuri variind de la Disney World și McDonald's la clinicile pentru bolnavii de SIDA și adăposturile pentru oamenii străzii. Harry a început să-și însoțească părinții în vizite oficiale de la o vârstă fragedă; primul său turneu peste mări a fost cu părinții săi în Italia în 1985.
Părinții lui Harry au divorțat în 1996, iar mama lui a murit într-un accident de mașină la Paris în anul următor. Harry și William se aflau împreună cu tatăl lor la Balmoral la vremea respectivă, iar prinții au aflat de moartea mamei lor de la tatăl lor. La înmormântarea mamei sale, Harry, în vârstă de 12 ani, și-a însoțit tatăl, fratele, bunicul patern și unchiul matern, mersând în spatele cortegiului funerar de la Palatul Kensington până la Westminster Abbey.

## Educația
Continuând exemplul tatălui său, Henry a fost educat la Școala Independentă (Marea Britanie), începând cu grădinița Jane Mynors și școala pregătitoare Wetherby, amândouă situate în Londra. După aceea, el a mers la Școala Ludgrove, și, după ce a trecut examenul de admitere, a urmat Colegiul Eton, unde a studiat geografia, biologia, matematica și istoria artelor la Nivel A. Decizia de a-l înscrie pe Henry la Eton a fost contrară tradiției de familie de a-i trimite pe copiii de neam regal la Gordonstoun (bunicul, tatăl, doi unchi și doi veri ai lui Henry au urmat cu toții școala aceea); totuși, acest lucru, l-a făcut pe prinț să urmeze exemplul din familia Spencer, căci fratele și tatăl Dianei au fost la Eton. În iunie 2003, el și-a terminat studiile la Eton cu două examene de Nivel A, obținând un B la arte și un D la geografie. Totuși, el se remarca la sport, în special polo și rugby de amatori.
După absolvire, prințul și-a luat un an de pauză, în care și-a petrecut timpul în Australia, muncind (așa cum a făcut și tatăl său în tinerețe) la o fermă de creștere a vitelor și participând la meciul polo de încercare al echipei tineretului englez contra echipei de tineret din Australia Polo. El a călătorit și la Lesotho, unde a muncit cu copiii orfani și a produs filmul documentar Regatul uitat,, iar vacanța și-a petrecut-o în Argentina.

## Îndatoriri regale și cariera
Prințul Henry a început să își însoțească părinții în vizitele oficiale de la o vârstă timpurie; prima lui călătorie regală peste mare alături de părinți a fost în Italia în 1985. Decizia anterioară luată de prințesa de Wales de a-l lua pe micuțul William în Australia a marcat un precedent pentru copiii de neam regal care merg în vizite oficiale. Apoi Henry și-a însoțit fie amândoi părinții, fie fratele în vizitele care au urmat, deși el nu a început angajamentele oficiale singur abia după terminarea serviciului militar și a celui activ; în 2008, el a început să facă vizite regale în școli și la organizații din Țara Galilor.

### Cariera militară
Prințul Henry a intrat la Academia Militară Regală Sandhurst în 8 mai 2005, unde a fost cunoscut ca Ofițer Cadet Wales, și s-a alăturat Companiei Alamein. După un an, în aprilie 2006, Henry și-a terminat antrenamentul ca ofițer și a fost pus în funcție ca Cornet în Albastru și Regal, un regiment al Cavaleriei Household în Armata Britanică. În aprilie 2008, după ce a avut doi ani vechime, Henry a fost promovat la rangul de locotenent.

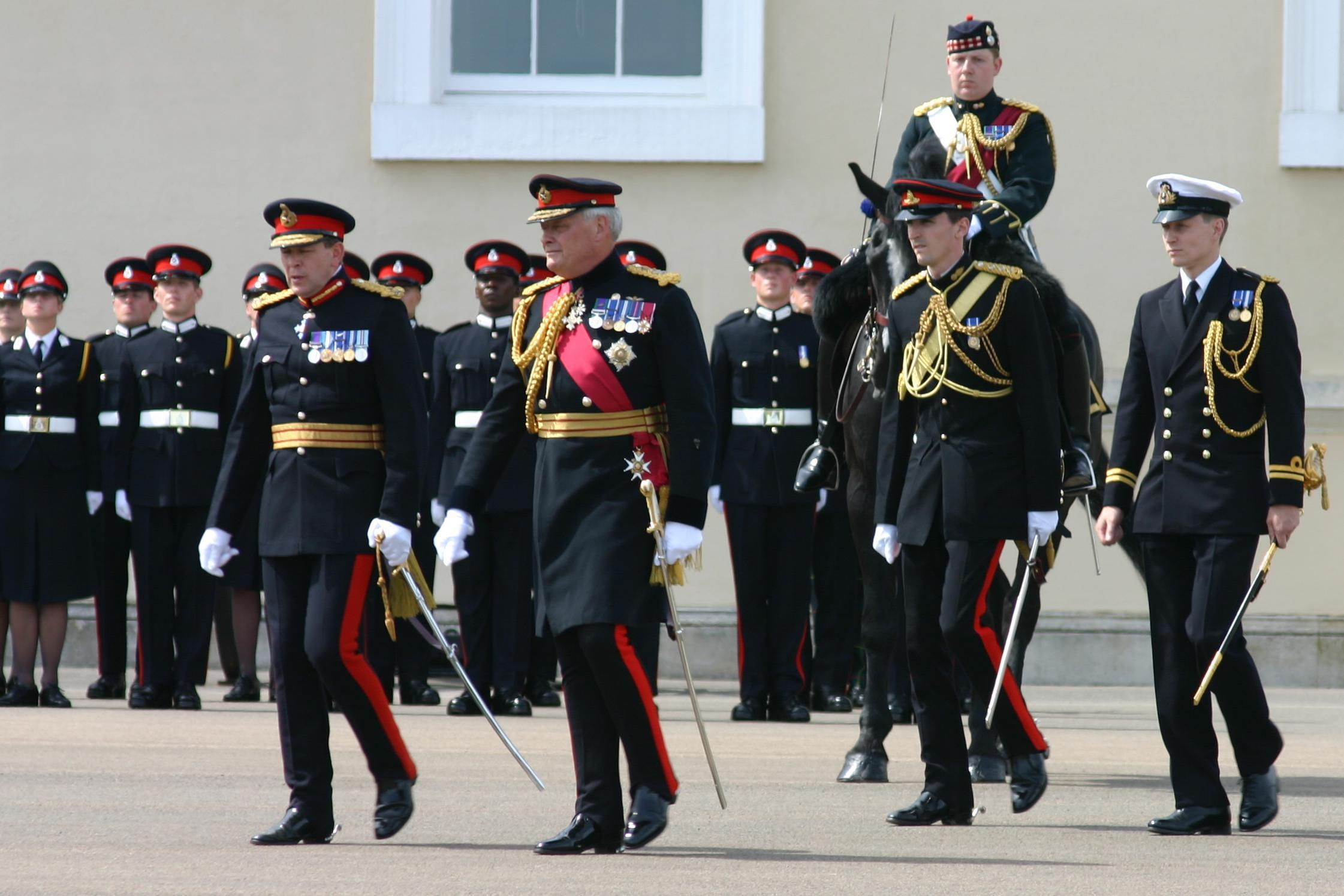
Ofițerul Cadet Wales (stând drept alături de cal) la parada de la Sandhurst, în 21 iunie 2005.

Ministerul Britanic al Apărării și Clarence House au făcut un anunț împreună în 22 februarie 2007 că prințul Henry va fi dispus împreună cu regimentul său în linia întâi în Irak, pentru a servi ca parte a primei Brigăzi Armate din a III-a Divizie Armată–o mișcare susținută de Henry, care spusese că va dezerta din armată dacă i s-ar spune să rămână în siguranță în timp ce regimentul lui se va duce să lupte; el a spus: "În niciun caz nu am absolvit Academia de la Sandhurst pentru ca apoi să șed acasă în timp ce băieții mei luptă pentru țara lor." Șeful armatei Britanice, General Sir Richard Dannatt, a spus mai întâi pe 30 April 2007 că el personal a decis că Prințul va servi cu unitatea sa în Irak, și Henry a fost programat pentru amplasarea forțelor în mai sau iunie 2007, să patruleze Provincia Maysan. Totuși, până în 16 Mai, Dannatt a anunțat că Prințul Henry va activa în Irak; erau numeroase îngrijorări în privința faptului că Henry era o țintă valoroasă (căci grupuri variate făcuseră deja amenințări contra lui) și în privința pericolelor pe care soldații din jurul său le aveau de înfruntat în cazul unui atentat asupra vieții prințului sau a capturării lui. Casa regală Clarence House a făcut publică dezamăgirea prințului în ceea ce privește această decizie, deși a spus că o va accepta. În mai 2007, soldații din britanici din Irak au fost văzuți purtând tricouri cu afirmația "Eu sunt Harry!"; era o aluzie la scena din filmul Spartacus, în care supraviețuitorilor armatei lui Spartacus, învinși de legiunile romane, li se promite îngăduință din partea lui Crassus dacă îl vor identifica pe conducătorul lor. Fiecare dintre surpraviețuitori declară: "Eu sunt Spartacus!"
La începutul lunii iunie 2007, a apărut știrea că prințul Henry sosise în Canada pentru antrenamente, alături de alți soldați din Forțele Canadiane și din Armata Britanică, la Baza Forțelor Canadiance Suffield lângă Medicine Hat, Alberta. S-a spus că a fost o pregătire pentru un tur al datoriei în Afghanistan, unde forțele canadiene și britanice participau la războiul dus de NATO în Războiul Afghan War; zvonuri care au fost confirmate în februarie, în anul următor, când Ministerul Britanic de Apărare a dezvăluit faptul că Henry fusese pus în secret în formație de luptă drept Controlor Aerian Fruntaș în Provincia Helmand din țara asiatică. Revelația a apărut după ce massmedia– în special ziarul German Bild și revista Australiană New Idea– au trecut peste interdicția pusă asupra acestor informații de autoritățile canadiene și britanice. Mai târziu a apărut știrea că, pe când era în Afghanistan, Henry chemase United States Air Force în ajutor, a ajutat trupele de la Brigada Gurkhas să respingă un atac al rebelilor Talibani, and performed patrol duty in hostile areas. Instrucția lui a avut loc la 735 de ani după strămoșul său, Edward I al Angliei (apoi Prinț Eduard), care fusese și el în serviciul militar în Orientul Mijlociu în cea de-a Noua crusadă, iar astfel Henry a devenit primul membru al Familiei Regale Britanice care a activat în zona de război de când unchiul său, Prințul Andrew, Duce de York, a zburat cu elicopterele în timpul Războiului din Falklands; pe vremea aceea, Andrew era al doilea în linie la tronurile celor 16 țări supuse Marii Britanii. Pentru serviciul militar, Prinț Henry a fost decorat cu Medalia Pentru Serviciul Operațional în Afghanistan de mătușa lui, Anne, Prințesă Regală, la the Combermere Barracks în mai 2008.
În octombrie 2008, a apărut știrea că prințul Henry îi va urma pe fratele, tatăl și unchiul în dorința de a pilota elicoptere militare. După ce a trecut testul de aptitudini, el a urmat un curs timp de o lună; după aceea, la terminarea acestui curs, el a continuat cu un antrenament complet la începutul anului 2009. Harry va trebui să treacă evaluarea zborului la Baza Trupelor de Armată Aeriene (Marea Britanie) din Middle Wallop, iar resultatul obținut va hotărî dacă el va continua sau nu să se antreneze ca pilot al elicopterelor Apache, Lynx, sau Gazelle, ca și fratele, tatăl și unchiul său.

### Îndatoriri regale

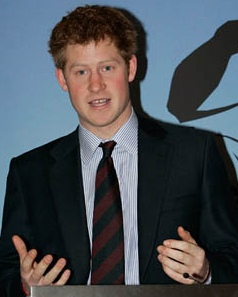
Prințul Harry dând un comunicat de presă pentru " Walking with the Wounded", 1 martie 2010

La vârsta de 23 de ani, prințul Henry a fost numit Consilier de Stat, începându-și îndatoririle regale mai întâi prin acest serviciu când Regina a călătorit peste hotare pentru a participa la o Întrunire a Șefilor de Guvern a Statelor Supuse Angliei 2005 la Malta. În anul următor, Henry a călătorit la Lesotho pentru a vizita iarăși Orfelinatul Mants'ase de lângă Mohale's Hoek (unde a făcut o vizită în 2004), și împreună cu Prințul Seeiso de Lesotho a pus bazele Fundației Prinților Sentebale pentru Lesotho, o organizație caritabilă pentru ajutorarea copiilor orfani din cauza bolii HIV/SIDA. I s-a acordat și patronajul unui număr de alte organizații, inclusiv WellChild, Dolen Cymru și MapAction. Pentru a ajuta Sentebale, ca și Fundația Memorială Diana, Prințesă de Wales și Organizația de Caritate Centrepoint, Harry și fratele său au organizat Concertul pentru Diana la Wembley Stadium, la 1 iulie 2007.
Practicarea unui sport a fost de asemenea un mod prin care also prințul a ajutat organizațiile de caritate, dar și alte organizații, cum a fost când s-a antrenat ca ofițer însărcinat cu Dezvoltarea jocului de pentru Uniunea de Rugby și Fotbal în 2004 și apoi a antrenat studenții din școli pentru a-i încuraja să învețe acel sport. El a participat și la meciuri de polo, la fel ca fratele și tatăl său, pentru a strânge fonduri pentru cauze caritabile.
În 6 ianuarie 2009 Henry și fratele său Prince William au fost numiți membrii oficiale ai familiei regale de către bunica lor, Regina Elisabeta a II-a. Familia regală din care vor face parte cei doi prinți va avea trei membrii de bază ai personalului, susținuți de o echipă "mică". Sir David Manning, fostul ambasador britani la Washington, va munci ca sfătuitor parțial pentru prinți. Anterior, treburile privitoare la William and Henry fuseseră rezolvate de cabinetul tatălui lor de la Casa Clarence din centrul Londrei. Noua Casă Regală a fraților a dat presei o declarație– completă având monogramele lor personale în partea de sus– și anunțând că ei și-au stablit cabinetul personal în împrejurimile Palatului St. James pentru a se ocupa de activitățile lor publice, militare și de caritate. Monograma lui Henry este asemănătoare cu cea a fratelui său, însă expune un H umbrit pe albastru asemănător cu cel folosit de mama lui.

## Viața personală și relațiile
Prințul Henry și-a petrecut o mare parte a timpului său liber făcând activități sportive, jucând polo de competiție, dar și făcând schi (la Klosters, Elveția și Whistler, Columbia Britanică) sau făcând motocros. Harry are și o reputație din tinerețe ca fiind rebel, astfel că presa de scandal l-a calificat ca fiind un "copil sălbatic". La 17 ani el a fost văzut fumând canabis și participând la consumul de alcool ca minor, alături de prietenii săi, se ciocnea fizic cu paparazzi în fața cluburilor de noapte,  și a fost fotografiat la o petrecere costumată cu tema "Colonial și Nativ" purtând o uniformă de Nazi Afrika Korps. Mai târziu el și-a cerut scuze în public pentru acțiunile sale.
În ianuarie 2009, gazeta de scandal britanică News of the World a făcut publică o înregistrare video făcută de Henry în urmă cu trei ani, în care s-a referit la un cadet, ofițer și coleg cu el Pakistan ca "micul nostru prieten Paki" și mai târziu l-a numit pe un soldat care avea acoperit capul cu material "cârpă pe cap". Acești termeni, au fost descriși de David Cameron ca fiind "inacceptabili", și de către The Daily Telegraph ca fiind "rasiști", iar o organizație britanică a musulmanilor l-a numit pe prinț "bătăuș", afirmație care a fost mai târziu retrasă.

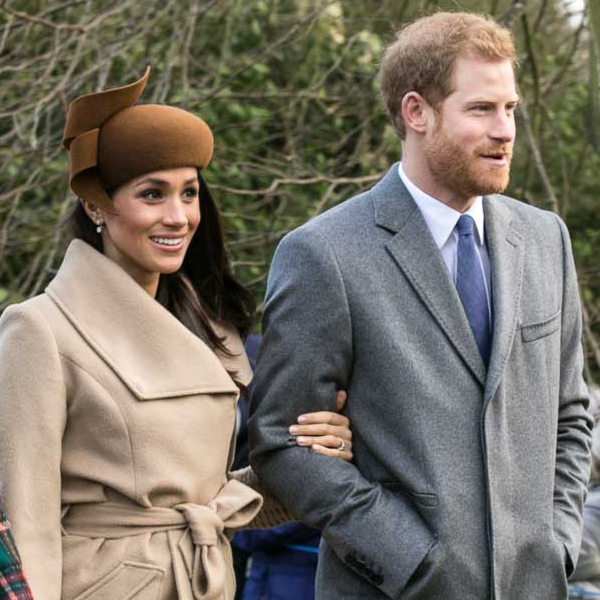
Harry și Meghan în 2017

Clarence House a emis imediat o justificare din partea lui Henry, care susținea că nu a avut intenții rele. În timp ce tatăl cadetului a refuzat să accepte scuzele lui Harry, un fost ofițer britanic din marina regală, Rod Richards, a spus că asemenea porecle erau obișnuite între camarazii militari, afirmând: "în armată oamenii adeseori aveau obiceiul să mă numească sed Taffy. Alții erau numiți yankeu, australian sau kiwi (din Noua Zeelandă) și altele. Eu consider că paki este o prescurtare pentru pakistanez. Nu cred că a fost rostit cu intenția de a fi ofensiv." Mai tarziu s-a aflat ca Prințul Henry  si-a cerut persoanal scuze de la soldat. 
Relațiile personale ale lui Henry nu au fost urmărite cu atât de mult interes ca cele ale fratelui său; atenția massmedia s-a concentrat mai mult asupra relației sale cu Chelsy Davy. Într-un interviu dat cu ocazia celei de-a 21-a aniversări, Henry s-a referit la Davy ca fiind prietena lui și presa a scris la vremea aceea că erau împreună de 18 luni, contrazicând ceea ce au scris anterior, că nu mai erau împreună. Henry și Davy au văzuți împreună în public la Concertul pentru Diana, deși în 2009 s-a anunțat iarăși în presă că perechea se despărțise.
La 8 noiembrie 2016, Palatul Kensington a confirmat că Prințul Harry are o relație "de câteva luni" cu actrița americană Meghan Markle iar în septembrie 2017 ei și-au făcut prima apariție publică la deschiderea "Invictus Games" în Toronto. La 27 noiembrie 2017, Casa Clarence și Palatul Kensington au anunțat logodna dintre Prințul Harry și Markle. Nunta va avea loc la Castelul Windsor, la 19 mai 2018. Inelul de logodnă a fost creat după o schiță făcută de Harry, este din aur galben și include un diamant central din Botswana, locul unde cei doi tineri au fost pentru prima dată împreună, și două diamante mai mici, laterale, care  provin din colecția personală a mamei sale, Diana, Prințesă de Wales, mai exact de pe o broșă purtată de aceasta.

## Titluri, onoruri și blazoane

### Titluri
- 15 September 1984–: Alteța Sa Regală Prințul Henry de Wales

Titlul Prințului este: Alteța Sa Regală Prințul Henry Charles Albert David de Wales. Ca prinț britanic, Henry nu are nume de familie; totuși, asemenea altor nepoți pe linie masculină ai Elisabetei aII-a, el folosește numele teritoriul după care tatăl are titlul, adică Wales (așa cum Prințesa Beatrice de York și Prințesa Eugenie de York folosea York, după tatăl lor, Prințul Andrew, Duce de York). În trecut, se obișnuia ca aceste nume de familie nu mai erau folosite la maturitate, iar după aceea, era folosit fie numai titlul, fie Mountbatten-Windsor este folosit când e necesar. În cazul în care tatăl său va urma la tron, el va fi numit Majestatea Sa Regală Prințul Henry.

#### Ranguri militare
- 13 aprilie 2006: Sublocotenent, The Blues and Royals[23]
- 13 aprilie 2008 Locotenent, The Blues and Royals[61]
- 16 aprilie 2011: Căpitan, The Blues and Royals[48]

### Onoruri
Medalii
- 6 februarie 2002: Medalia Jubileul de Aur al Reginei Elisabeta a II-a
- 5 mai 2008: Medalia Serviciului Operațional pentru Afghanistan[40]
- 6 februarie 2012: Medalia Jubileul de Diamant al Reginei Elisabeta a II-a

#### Întrevederi militare de onoare
Regatul Unit
- 3 octombrie 2008–: Honorary Air Commodore of RAF Wittering[62]
- 3 octombrie 2008–: Honorary Air Commandant of RAF Honington[63]
- 8 august 2006–: Commodore-in-Chief of Small Ships and Diving[62]

## Arbore genealogic
Via his maternal grandfather, John Spencer, 8th Earl Spencer, Prince Henry is descended from English Kings Charles II and James II. Through his mother, Harry is of English descent and remote Irish, Scottish, American, and Armenian descent.
There are persistent rumours that Harry's biological father is Major James Hewitt, with whom his mother publicly admitted conducting an extramarital affair in her 1995 Panorama interview. Diana and Hewitt have both stated they had not met until after Harry's birth.